# تاماهاک بی‌جی‌ام-۱۰۹
بی‌جی‌ام-۱۰۹ تاماهاک (به انگلیسی: Tomahawk، ‎/ˈtɒməhɔ:k/‎) موشک تهاجم زمینی (TLAM) یک موشک کروز آمریکایی زیرصوت، مجهز به پیشران جت، مناسب برای تمام شرایط آب‌وهوایی و برد بلند است که عمدتاً توسط نیروی دریایی ایالات متحدهٔ آمریکا و نیروی دریایی پادشاهی بریتانیا در عملیات‌های تهاجم زمینی از کشتی‌ها و زیردریایی‌ها استفاده می‌شود.
این موشک در آزمایشگاه فیزیک کاربردی دانشگاه جانز هاپکینز تحت سرپرستی جیمز اچ. واکر در نزدیکی لورل، مریلند توسعه یافت و در دههٔ ۱۹۷۰ به‌عنوان یک موشک کروز ماژولار توسط جنرال داینامیکس ساخته شد. تاماهاک با هدف پاسخ به نیاز یک موشک با برد متوسط تا بلند، پرواز در ارتفاع پایین و قابلیت‌های چندگانه طراحی شد. طراحی ماژولار آن امکان استفاده از طیف گوناگونی از کلاهک‌ها، ازجمله انفجاری شدید، بمب‌های خوشه‌ای و نفوذگرهای بتنی را فراهم می‌کند. تاماهاک می‌تواند از سامانه‌های هدایت مختلفی مانند جی‌پی‌اس، ناوبری اینرسیایی و مقایسهٔ توپوگرافی زمین بهره ببرد.
از زمان طراحی اولیه، بیش از دوازده گونه و نسخهٔ ارتقایافته از این موشک توسعه یافته‌اند، ازجمله پیکربندی‌های پرتاب از هوا، زمین و زیردریایی، با تسلیحات متعارف و هسته‌ای. تاریخچهٔ تولید تاماهاک شامل تغییراتی بوده است: در دههٔ ۱۹۷۰، جنرال داینامیکس تنها تأمین‌کنندهٔ آن بود. بین سال‌های ۱۹۹۲ تا ۱۹۹۴، مک‌دانل داگلاس تنها سازندهٔ موشک شد و نسخه‌های بلوک ۲ و ۳ را تولید کرد و بسیاری از موشک‌ها را به مشخصات بلوک ۳ بازتولید نمود. در سال ۱۹۹۴، هیوز که در سال ۱۹۹۲ بخش موشکی جنرال داینامیکس را خریداری کرده بود، با شکست دادن مک‌دانل داگلاس، به تنها تأمین‌کنندهٔ تاماهاک تبدیل شد.
از ۱۹۹۵ تا زمان خرید هیوز توسط ریتیون در سال ۱۹۹۷، تولید موشک توسط یک سرمایه‌گذاری مشترک میان هیوز و ریتیون انجام شد، و پس از آن، ریتیون تنها تولیدکنندهٔ این موشک شد. در سال ۲۰۱۶، وزارت دفاع ایالات متحده ۱۴۹ موشک تاماهاک بلوک ۴ را به ارزش ۲۰۲٫۳ میلیون دلار خریداری کرد. تا تاریخ ۲۰۲۴، ریتیون همچنان تنها تولیدکنندهٔ گونه‌های دریاییِ غیرهسته‌ای تاماهاک باقی مانده است.

## گونه‌ها
گونه‌ها و ارتقاءهای مختلف این موشک شامل موارد زیر است:
- بی‌جی‌ام-۱۰۹ای موشک تهاجم زمینی تاماهاک – هسته‌ای (TLAM-N) با کلاهک هسته‌ای W80. بین سال‌های ۲۰۱۰ تا ۲۰۱۳ از خدمت خارج شد.[۷] گزارش‌هایی در اوایل ۲۰۱۸ حاکی از آن است که نیروی دریایی آمریکا در حال بررسی بازگرداندن نوعی نامشخص از موشک کروز هسته‌ای به خدمت است.[۱۸]
- آرجی‌ام/یوجی‌ام-۱۰۹بی موشک ضدکشتی تاماهاک (TASM) – گونهٔ موشک ضدکشتی با سامانهٔ آشیانه‌یابی راداری فعال؛ در سال ۱۹۹۴ از خدمت خارج شد و به نسخهٔ بلوک ۴ تبدیل گردید.[۸]
- بی‌جی‌ام-۱۰۹سی موشک تهاجم زمینی تاماهاک – متعارف (TLAM-C) با کلاهک یکپارچه. در ابتدا از کلاهک اصلاح‌شدهٔ بولپاپ استفاده می‌کرد.
- بی‌جی‌ام-۱۰۹دی موشک تهاجم زمینی تاماهاک – پخش‌کننده (TLAM-D) با بمب خوشه‌ای.[۱۹]
  - کیت ۲ موشک تهاجم زمینی تاماهاک – با کلاهک خاصی برای از کار انداختن شبکه برق؛ نخستین‌بار در جنگ خلیج فارس به‌کار رفت.[۲۰]
- آرجی‌ام/یوجی‌ام-۱۰۹ئی موشک تهاجم زمینی تاماهاک (TLAM-E بلوک ۴) – نسخهٔ بهبود یافتهٔ TLAM-C.[۸] همچنین با نام «تاکتیکال تاماهاک» شناخته می‌شود.[۲۱]
- بی‌جی‌ام-۱۰۹جی گریفون موشک کروز پرتاب‌شونده از زمین (GLCM) – با کلاهک هسته‌ای W84؛ در سال ۱۹۹۱ و در پی اجرای پیمان منع موشک‌های هسته‌ای میان‌برد از خدمت خارج شد.[۸]
- ای‌جی‌ام-۱۰۹اچ/ال موشک هواپرتاب میان‌برد سطح‌به‌سطح (MRASM) – یک موشک کروز هواپایه با برد کوتاه‌تر، پیشرانه توربوجت و کلاهک متعارف غیرهسته‌ای که برای نیروی هوایی و نیروی دریایی ایالات متحده طراحی شده بود. مدل AGM-109H برای نیروی هوایی (طول: ۵٫۸۴ متر (۱۹ فوت ۲ اینچ)) دارای هدایت میانی TERCOM و هدایت پایانی DSMAC، و محمولهٔ بمب‌های خوشه‌ای ضد باند برای حمله به فرودگاه‌ها بود. AGM-109L برای نیروی دریایی (طول: ۴٫۸۷ متر (۱۶ فوت ۰ اینچ)) با کلاهک یکپارچه برای حمله به کشتی‌ها یا اهداف زمینی مهم، مجهز به جستجوگر فروسرخ تصویری و پیوند داده.[۲۲] هرگز وارد خدمت نشد، هزینهٔ هر فروند:  دلار آمریکا۵۶۹٬۰۰۰ دلار (۱۹۹۹).[۲۳]

موشک‌های کروز پرتاب‌شونده از زمین بی‌جی‌ام-۱۰۹جی گریفون (GLCM) و پرتابگرهای کامیون‌مانند آن‌ها در پایگاه‌هایی در اروپا مستقر بودند؛ اما برای پایبندی به پیمان منع موشک‌های هسته‌ای میان‌برد سال ۱۹۸۷ از خدمت خارج شدند. بسیاری از گونه‌های ضدکشتی در پایان جنگ سرد به موشک‌های تهاجم زمینی (TLAM) تبدیل شدند. موشک‌های بلوک ۳ TLAM که در سال ۱۹۹۳ وارد خدمت شدند، با بهره‌گیری از موتورهای جدید توربوفن خود توان پرواز در برد بلندتر را دارند، و با استفاده از گیرنده‌های سامانه موقعیت‌یاب جهانی (GPS) می‌توانند با دقت بیشتری هدف را بزنند.
موشک‌های TLAM-C بلوک ۳ همچنان سامانهٔ ناوبری همبستگی صحنهٔ دیجیتال (DSMAC) نسخهٔ دوم را حفظ کرده‌اند که سه شیوهٔ ناوبری را ممکن می‌سازد: تنها با GPS، که برنامه‌ریزی سریع مأموریت را ممکن می‌کند اما کمی از دقت کاسته می‌شود؛ تنها با DSMAC، که برنامه‌ریزی بیشتری نیاز دارد اما دقت برخورد در مرحلهٔ پایانی بهتر است؛ و ترکیب DSMAC II و GPS که بالاترین دقت را به همراه دارد.
موشک‌های TLAM بلوک ۴ دارای موتور توربوفن بهبودیافته هستند که مصرف سوخت بهینه‌تری دارند و توانایی تغییر سرعت در حین پرواز را فراهم می‌کنند. همچنین، این موشک‌ها قابلیت چرخش در منطقهٔ نبرد (loitering) را دارند و مجهز به حسگرهای الکترواپتیکی هستند که امکان ارزیابی هم‌زمان از خسارات وارده را فراهم می‌سازد. موشک‌های بلوک ۴ می‌توانند در حین پرواز هدف جدیدی دریافت کنند و پیش از اصابت، تصویری را از طریق ماهوارهٔ مخابراتی ارسال کنند تا مشخص شود آیا موشک به هدف برخورد خواهد کرد و خسارت احتمالی چقدر خواهد بود.

## ارتقاءها

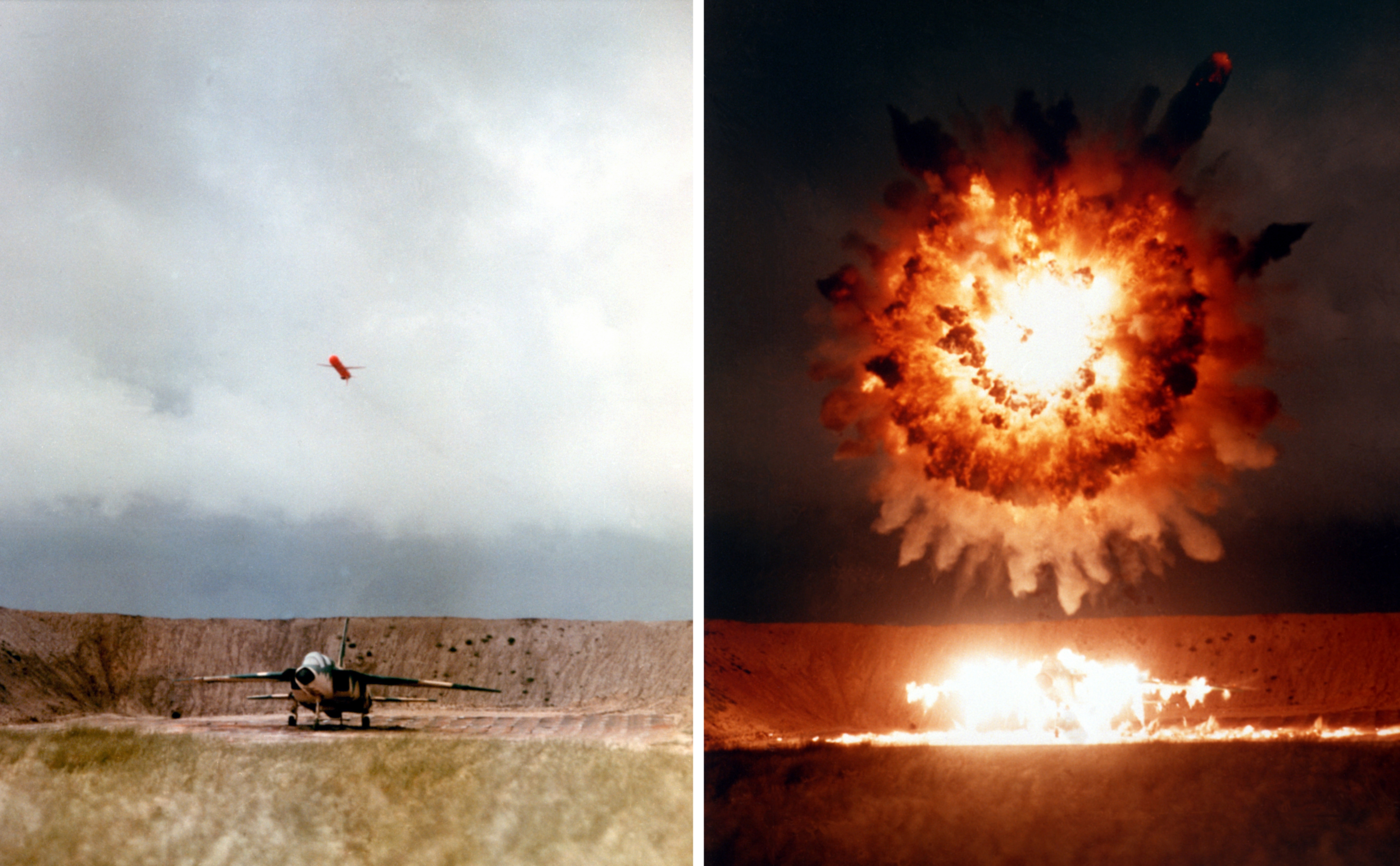
انفجار موشک تاماهاک یوجی‌ام-۱۰۹ بالای یک هدف آزمایشی، ۱۹۸۶

یکی از ارتقاءهای عمدهٔ تاماهاک، قابلیت‌های مربوط به جنگ شبکه‌محور است که از داده‌های چندین حسگر (هواپیما، پهپادها، ماهواره‌ها، نیروهای پیاده، تانک‌ها و ناوها) برای یافتن هدف بهره می‌گیرد. همچنین می‌تواند داده‌هایی را که از حسگرهای خود دریافت می‌کند، به این سامانه‌ها ارسال کند.
گونه‌های تاماهاک بلوک ۲ همگی بین ژانویهٔ ۱۹۸۱ تا اکتبر ۱۹۸۳ آزمایش شدند. این نسخه در سال ۱۹۸۴ وارد خدمت شد و برخی از بهبودهای آن شامل: راکت کمکی ارتقاءیافته، ارتفاع‌سنج راداری موشک کروز، و هدایت از طریق سامانهٔ «همبستگی صحنهٔ دیجیتال» (DSMAC) بود.
DSMAC نوعی هوش مصنوعی ابتدایی اما بسیار دقیق بود که به رایانه‌های کم‌قدرت آن زمان اجازه می‌داد با استفاده از دوربین‌های نصب‌شده روی موشک، مسیر را هدایت کرده و اهداف را با دقت شناسایی و هدف‌گیری کنند. به‌دلیل توان محاسباتی محدود در آن زمان، DSMAC نقشه‌ها را مستقیماً پردازش نمی‌کرد، بلکه نقشه‌هایی با کنتراست بالا تولید می‌کرد و چندین نقشه را در یک بافر ترکیب کرده و سپس میانگین آن‌ها را با داده‌های موجود در حافظهٔ کوچک خود مقایسه می‌کرد تا موقعیت را تشخیص دهد. مسیر پرواز با وضوح پایین ذخیره می‌شد تا فضای حافظه برای داده‌های با وضوح بالا از منطقهٔ هدف آزاد بماند.
داده‌های مربوط به مسیر توسط یک رایانهٔ مرکزی محاسبه می‌شد که عکس‌های ماهواره‌ای جاسوسی را پردازش کرده و حدس می‌زد که زمین در پرواز در ارتفاع پایین چگونه به‌نظر خواهد رسید. از آنجا که این داده‌ها دقیقاً با زمین واقعی مطابقت نداشتند، و از آنجا که ویژگی‌های زمین با فصول و نور متفاوت می‌شدند، DSMAC تفاوت‌های بین نقشه‌ها را فیلتر کرده و بخش‌های مشابه را حفظ می‌کرد تا بتواند مکان خود را علی‌رغم تغییر ظاهر زمین پیدا کند. همچنین این سامانه دارای یک چراغ فلاش بسیار قوی بود که می‌توانست برای کسری از ثانیه زمین را در شب روشن کرده و موقعیت خود را تعیین کند، و تفاوت‌های ظاهری زمین در شب را نیز در محاسبات خود لحاظ می‌کرد.
تاماهاک بلوک ۳ که در سال ۱۹۹۳ معرفی شد، قابلیت کنترل زمان رسیدن به هدف و دقت بهبودیافته برای سامانهٔ همبستگی صحنهٔ دیجیتال (DSMAC) و سامانه موقعیت‌یاب جهانی مقاوم در برابر اخلال را اضافه کرد. همچنین این نسخه مجهز به کلاهک سبک‌تر و کوچک‌تر WDU-36، موتور بهبودیافته و برد افزایش‌یافته بود.
سامانهٔ کنترل جنگ‌افزار تاماهاک تاکتیکی (TTWCS) از ویژگی پرسه‌زنی موشک در مسیر پرواز بهره می‌برد و به فرماندهان اجازه می‌دهد در صورت نیاز مسیر موشک را به سوی هدفی دیگر تغییر دهند. این موشک می‌تواند در حین پرواز برای حمله به اهداف از پیش تعیین‌شده با مختصات جی‌پی‌اس ذخیره‌شده در حافظه، یا هر مختصات جی‌پی‌اس جدیدی، بازبرنامه‌ریزی شود. همچنین، موشک می‌تواند داده‌هایی دربارهٔ وضعیت خود را به فرمانده بازگرداند. این سامانه در اواخر سال ۲۰۰۴ وارد خدمت در نیروی دریایی ایالات متحده شد. سامانهٔ TTWCS همچنین امکان برنامه‌ریزی محدود مأموریت را در داخل واحد پرتاب‌کننده (FRU) فراهم می‌کند.
تاماهاک بلوک ۴ که در سال ۲۰۰۶ معرفی شد، مجهز به سامانهٔ کنترل ضربه (strike controller) است که می‌تواند مسیر موشک را در حین پرواز به سوی یکی از ۱۵ هدف جایگزین از پیش برنامه‌ریزی‌شده تغییر دهد یا آن را به سوی هدفی کاملاً جدید هدایت کند. این انعطاف‌پذیری در هدف‌گیری شامل توانایی پرسه‌زنی (loitering) بر فراز میدان نبرد برای انتظار جهت حمله به هدفی حیاتی‌تر نیز می‌شود.
موشک همچنین می‌تواند از طریق پیوند دادهٔ ماهواره‌ای دوطرفه، تصاویر مربوط به ارزیابی خسارت نبرد و پیام‌هایی دربارهٔ وضعیت عملکرد و سلامت موشک را ارسال کند. پرتابگرها اکنون قادرند مأموریت‌هایی صرفاً مبتنی بر جی‌پی‌اس را طراحی و اجرا کنند. بلوک ۴ همچنین دارای گیرندهٔ جی‌پی‌اس مقاوم در برابر اختلالات رادیویی است که عملکرد مأموریتی را بهبود می‌بخشد.
بلوک ۴ شامل سامانهٔ کنترل جنگ‌افزار تاماهاک (TTWCS) و سامانهٔ فرماندهی و کنترل تاماهاک (TC2S) نیز می‌شود.
در ۱۶ اوت ۲۰۱۰، نیروی دریایی ایالات متحده نخستین آزمایش زندهٔ سامانهٔ مشترک کلاهک چندمنظوره (JMEWS) را تکمیل کرد؛ این کلاهک جدید به‌گونه‌ای طراحی شده است که ضمن حفظ قابلیت‌های انفجاری-ترکش‌زا، توانایی نفوذ تقویت‌شده‌ای را نیز در قالب یک کلاهک واحد فراهم کند. در این آزمایش ایستا، کلاهک منفجر شد و حفره‌ای به‌اندازه‌ای ایجاد کرد که بخش نفوذگرِ دنباله‌رو بتواند کاملاً از هدف بتنی عبور کند.
در فوریهٔ ۲۰۱۴، فرماندهی مرکزی ایالات متحدهٔ آمریکا از توسعه و آزمایش JMEWS پشتیبانی کرد تا توانایی این کلاهک برنامه‌پذیر برای نصب روی موشک تاماهاک بلوک ۴ مورد بررسی قرار گیرد؛ هدف آن بود که این موشک به تأثیرات بمب سنگرشکن دست یابد و بهتر بتواند به سازه‌های تقویت‌شده نفوذ کند.
در سال ۲۰۱۲، نیروی دریایی ایالات متحده بررسی‌هایی را برای ادغام فناوری موشک هدایت‌شوندهٔ پیشرفتهٔ ضدتشعشع (AARGM) در موشک تاماهاک تاکتیکی آغاز کرد.
در سال ۲۰۱۴، شرکت ریتیون آزمایش‌هایی را برای ارتقاء موشک‌های بلوک ۴ آغاز کرد تا این موشک‌ها قادر به حمله به اهداف دریایی و اهداف متحرک زمینی شوند. جستجوگر جدید رادار غیرفعال قادر است سطح مقطع راداری هدف را دریافت کرده و آن را دنبال کند، و پیش از برخورد، با ارسال سیگنال راداری، بازتاب آن را دریافت کرده و مشروعیت هدف را تأیید نماید. نصب حسگر چندحالته بر دماغهٔ موشک باعث کاهش فضای سوخت خواهد شد، اما مقامات شرکت معتقدند نیروی دریایی حاضر است برای بهره‌گیری از این فناوری جدید، بخشی از ظرفیت سوخت را فدا کند. موشک تاماهاک ضدکشتی پیشین، که بیش از یک دهه پیش بازنشسته شده بود، از هدایت اینرسیایی و جستجوگر موشک هارپون (موشک) استفاده می‌کرد، و نگرانی‌هایی در مورد توان آن برای تشخیص دقیق اهداف از فاصله‌های دور وجود داشت، زیرا حسگرهای نیروی دریایی بردی کمتر از موشک داشتند. جستجوگر جدید با استفاده از ردیابی غیرفعال و بسامد بس‌بالا و همچنین آشیانه‌یابی راداری فعال، این مشکل را رفع می‌کند.
ریتیون برآورد کرده است که افزودن جستجوگر جدید به هر موشک حدود ۲۵۰٬۰۰۰ دلار هزینه دارد. سایر ارتقاءها شامل مسیر پروازی نزدیک به سطح دریا (sea-skimming) نیز هستند. نخستین موشک‌های TLAM بلوک ۴ که به قابلیت حملهٔ دریایی مجهز شده‌اند، قرار بود در سال ۲۰۲۱ وارد خدمت شوند.
یک نسخهٔ فراصوت از تاماهاک در دست بررسی برای توسعه است که از رم‌جت برای افزایش سرعت تا ماخ ۳ بهره می‌برد. یکی از محدودیت‌های این طرح، ابعاد پرتابگرهای کشتی‌مبنا است. به‌جای تغییر طراحی تمام ناوهایی که موشک کروز حمل می‌کنند، موشک تاماهاک مجهز به رم‌جت باید همچنان در لوله‌ای با قطر ۲۱-اینچ (۵۳۰-میلیمتر) و طول ۲۰-فوت (۶٫۱-متر) جا بگیرد.
در اکتبر ۲۰۱۵، شرکت ریتیون اعلام کرد که تاماهاک در یک پرتاب آزمایشی توانایی‌های جدیدی از خود نشان داده است: موشک با استفاده از دوربین داخلی خود عکس شناسایی گرفته و آن را به ستاد ناوگان ارسال کرد، سپس در الگوی پروازی چرخشی باقی ماند تا مختصات هدف جدید برای حمله به آن دریافت شود.
تا ژانویهٔ ۲۰۱۶، آزمایشگاه ملی لس آلاموس روی پروژه‌ای کار می‌کرد که در آن سوخت نسوختهٔ باقی‌مانده در موشک تاماهاک هنگام رسیدن به هدف، به نیروی انفجاری اضافه‌ای تبدیل شود. در این طرح، سوخت JP-10 موشک به یک سلاح گرمافشاری تبدیل می‌شود که با ترکیب با اکسیژن هوا به‌شدت می‌سوزد. انفجار گرمافشاری حاصل از احتراق این سوخت نقش کلاهک دوم را ایفا می‌کند و در برخی موارد حتی می‌تواند از کلاهک اصلی نیز قدرت بیشتری داشته باشد، به‌ویژه زمانی که موشک برای هدفی با برد کوتاه استفاده شده و سوخت زیادی باقی مانده باشد.

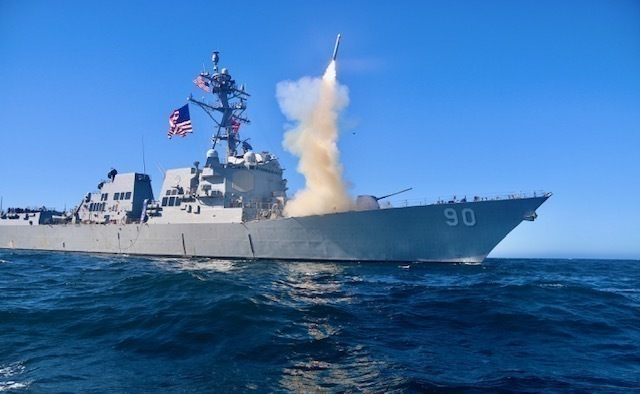
ناوشکن در حال پرتاب یک موشک تاماهاک بلوک ۵ در آغاز آزمایش عملیاتی در سال ۲۰۲۰

تاماهاک بلوک ۵ در سال ۲۰۲۱ معرفی شد و شامل بهبودهایی در ناوبری و هدف‌گیری در حین پرواز است. گونهٔ بلوک ۵اِی با عنوان «تاماهاک ضربتی دریایی» (MST) این امکان را می‌دهد که موشک بتواند به هدف متحرک در دریا حمله کند، و بلوک ۵بی مجهز به کلاهک JMEWS برای نفوذ به اهداف سخت است. این دو نسخه پس از تحویل دستهٔ نخست موشک‌های بلوک ۵ در مارس ۲۰۲۱ عرضه خواهند شد.
در سال ۲۰۲۵، یک سخنگوی برنامهٔ تاماهاک نیروی دریایی ایالات متحده اعلام کرد که نسخهٔ MST تا پایان سپتامبر همان سال روی ناوشکن‌ها عملیاتی خواهد شد و نصب آن بر زیردریایی‌های تهاجمی نیز در سال مالی ۲۰۲۶ آغاز می‌شود.
تمام موشک‌های بلوک ۴ به استاندارد بلوک ۵ ارتقاء خواهند یافت، در حالی که باقی‌ماندهٔ موشک‌های بلوک ۳ بازنشسته و خنثی‌سازی خواهند شد.
تاماهاک بلوک ۵ برد بلندتر و هدف‌گیری پویا دارد و می‌تواند کشتی‌ها را در دریا هدف بگیرد (نقش ضربتی دریایی). شرکت ریتیان در حال آزمودن مجدد و نوسازی این موشک است که عمر خدمت آن را ۱۵ سال افزایش می‌دهد و منجر به ایجاد سری جدید تاماهاک بلوک ۵ شده است:
- بلوک ۵: نسخهٔ نوسازی‌شدهٔ تاکتیکال تاماهاک (TACTOM) با ناوبری و ارتباطات ارتقایافته
- بلوک ۵اِی: نسخهٔ ضدکشتی بلوک ۵ که قادر به هدف‌گیری اهداف متحرک در دریاست. برد بلوک ۵اِی از نسخهٔ پایهٔ بلوک ۵ کوتاه‌تر است، زیرا فضای بیشتری برای سامانهٔ ناوبری، حسگرها و رادار غیرفعال جدید نیاز دارد. تخمین زده می‌شود که برد آن میان ۳۱۰ تا ۴۳۰ مایل (۵۰۰ تا ۷۰۰ کیلومتر) باشد.
- بلوک ۵بی: نسخه‌ای از بلوک ۵ با کلاهک مشترک چندمنظوره که می‌تواند اهداف متنوع‌تری را در خشکی هدف بگیرد.[۴۳]

در سال ۲۰۲۰، آزمایشگاه ملی لس آلاموس اعلام کرد که از اتانول ذرت برای تولید سوخت داخلی تاماهاک استفاده خواهد کرد، که برخلاف سوخت مبتنی بر نفت (JP-10)، نیاز به اسیدهای خورنده در فرایند تولید ندارد.

## سامانه‌های پرتاب
هر موشک در یک محفظهٔ تحت فشار نگهداری و پرتاب می‌شود که از آن در برابر آسیب در حین حمل‌ونقل و انبارداری محافظت کرده و همچنین به‌عنوان لولهٔ پرتاب عمل می‌کند. این محفظه‌ها در پرتابگرهای جعبه‌ای زرهی (ABL) جای می‌گرفتند که بر روی چهار رزم‌ناو بازفعال‌شدهٔ کلاس آیووا یعنی یواس‌اس آیووا، یواس‌اس میزوری، و یواس‌اس ویسکانسین نصب شده بودند. ABLها همچنین بر روی هشت ناوشکن ناوشکن کلاس اسپرانس، چهار رزم‌ناو ویرجینیا و رزم‌ناو هسته‌ای یواس‌اس لانگ بیچ نصب شده بودند. این محفظه‌ها همچنین در پرتابگرهای عمودی (VLS) در دیگر ناوهای سطحی، سامانه‌های پرتاب کپسولی (CLS) در زیردریایی‌های بعدی کلاس زیردریایی کلاس لس آنجلس و زیردریایی کلاس ویرجینیا و نیز در اژدراندازهای زیردریایی‌ها استفاده می‌شوند. تمام ناوهای مجهز به ABL بازنشسته شده‌اند.
برای موشک‌هایی که از زیردریایی پرتاب می‌شوند (یوجی‌ام-۱۰۹)، پس از بیرون رانده‌شدن با فشار گاز (به‌صورت عمودی از VLS) یا فشار آب (به‌صورت افقی از لولهٔ اژدر)، یک موشک سوخت جامد روشن می‌شود تا موشک را از آب خارج کرده و به آن شتاب دهد. پس از دستیابی به پرواز، بال‌های موشک برای ایجاد نیروی برآر باز می‌شوند، دهانهٔ ورودی هوا باز شده و موتور توربوفن برای کروز (پرواز) به‌کار می‌افتد. بر فراز آب، تاماهاک از سامانه ناوبری اینرسیایی یا GPS برای دنبال‌کردن مسیر از پیش تعیین‌شده استفاده می‌کند؛ هنگامی که به خشکی می‌رسد، سامانهٔ هدایت موشک از هم‌ترازی با نقشه‌برداری ارتفاعی زمین (TERCOM) کمک می‌گیرد. هدایت نهایی توسط سامانهٔ تطبیق دیجیتال صحنه و منطقه (DSMAC) یا GPS انجام می‌شود که دایرهٔ خطای احتمالی آن در حدود ۳۰ فوت (۱۰ متر) اعلام شده است.
سامانهٔ تسلیحاتی تاماهاک شامل خود موشک، مرکز برنامه‌ریزی مأموریت تئاتری (TMPC) یا سامانهٔ برنامه‌ریزی شناور و همچنین سامانهٔ کنترل تسلیحاتی تاماهاک (در ناوهای سطحی) یا سامانهٔ کنترل رزمی (برای زیردریایی‌ها) است.
نسخه‌های گوناگونی از سامانه‌های کنترل تاکنون به‌کار رفته‌اند، از جمله:
- v2 TWCS – سامانهٔ کنترل تسلیحاتی تاماهاک (۱۹۸۳)، که به «صفحه‌سبزها» معروف بود و بر پایهٔ سامانهٔ رایانه‌ای تانک‌های قدیمی طراحی شده بود.
- v3 ATWCS – سامانهٔ پیشرفتهٔ کنترل تسلیحاتی تاماهاک (۱۹۹۴)، نخستین سامانهٔ مبتنی بر تجهیزات تجاری آمادهٔ مصرف، با بهره‌گیری از اچ‌پی-یواکس.
- v4 TTWCS – سامانهٔ کنترل تسلیحاتی تاکتیکی تاماهاک (۲۰۰۳).
- v5 TTWCS – نسل جدید سامانهٔ کنترل تسلیحاتی تاکتیکی تاماهاک (۲۰۰۶).

در ۱۸ اوت ۲۰۱۹، نیروی دریایی ایالات متحده آمریکا یک پرتاب آزمایشی از موشک تاماهاک را با استفاده از نسخهٔ زمینی سامانهٔ پرتاب عمودی مارک ۴۱ انجام داد. این نخستین پرتاب رسمی ایالات متحده از موشکی بود که نقض پیمان منع موشک‌های هسته‌ای میان‌برد (۱۹۸۷) محسوب می‌شد؛ پیمانی که دولت ترامپ در ۲ اوت (پس از نقض آن از سوی روسیه) از آن خارج شد.

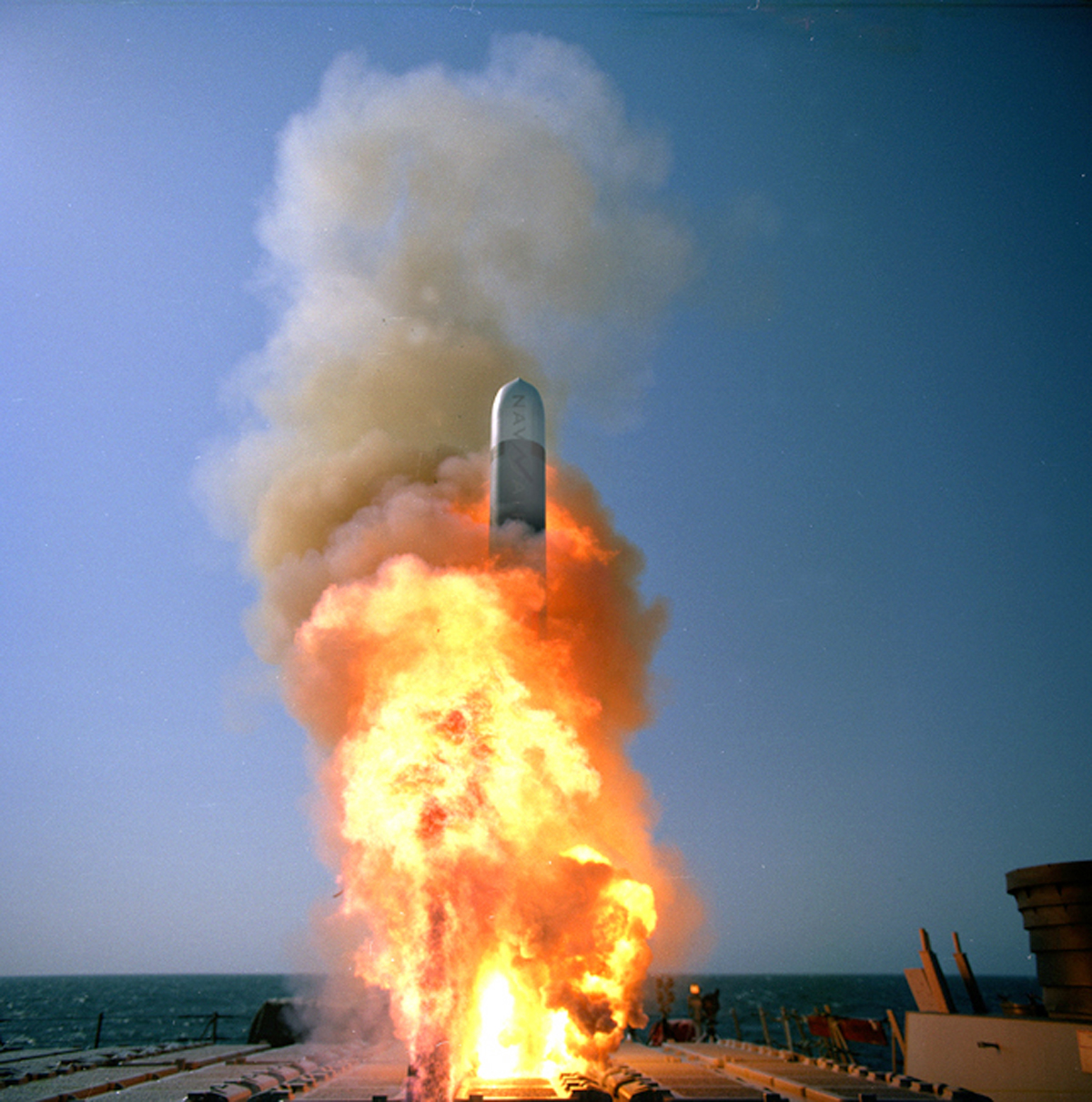
پرتاب یک موشک تاماهاک تاکتیکی از  یواس‌اس استتم
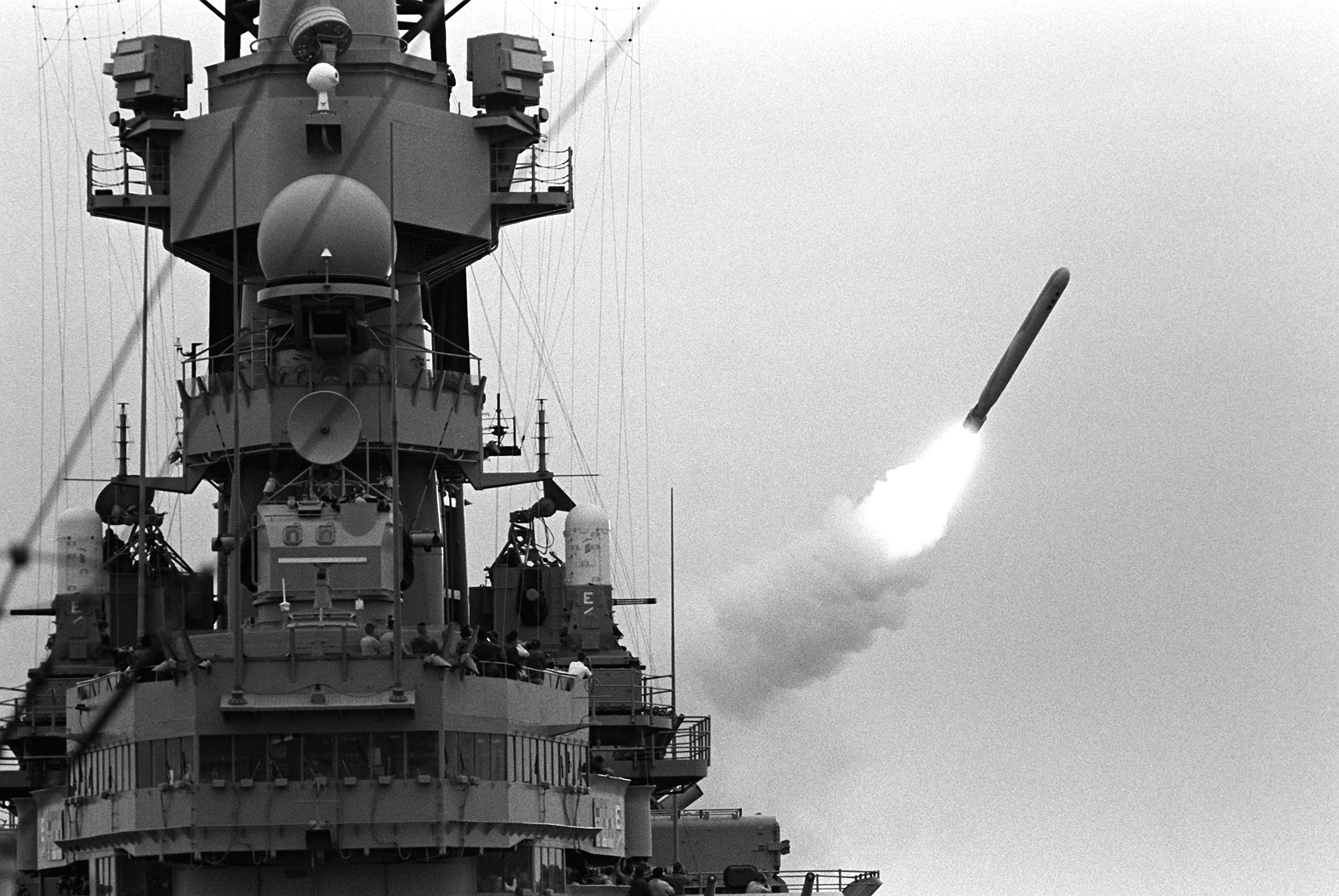
پرتاب موشک تاماهاک از رزم‌ناو یواس‌اس میزوری
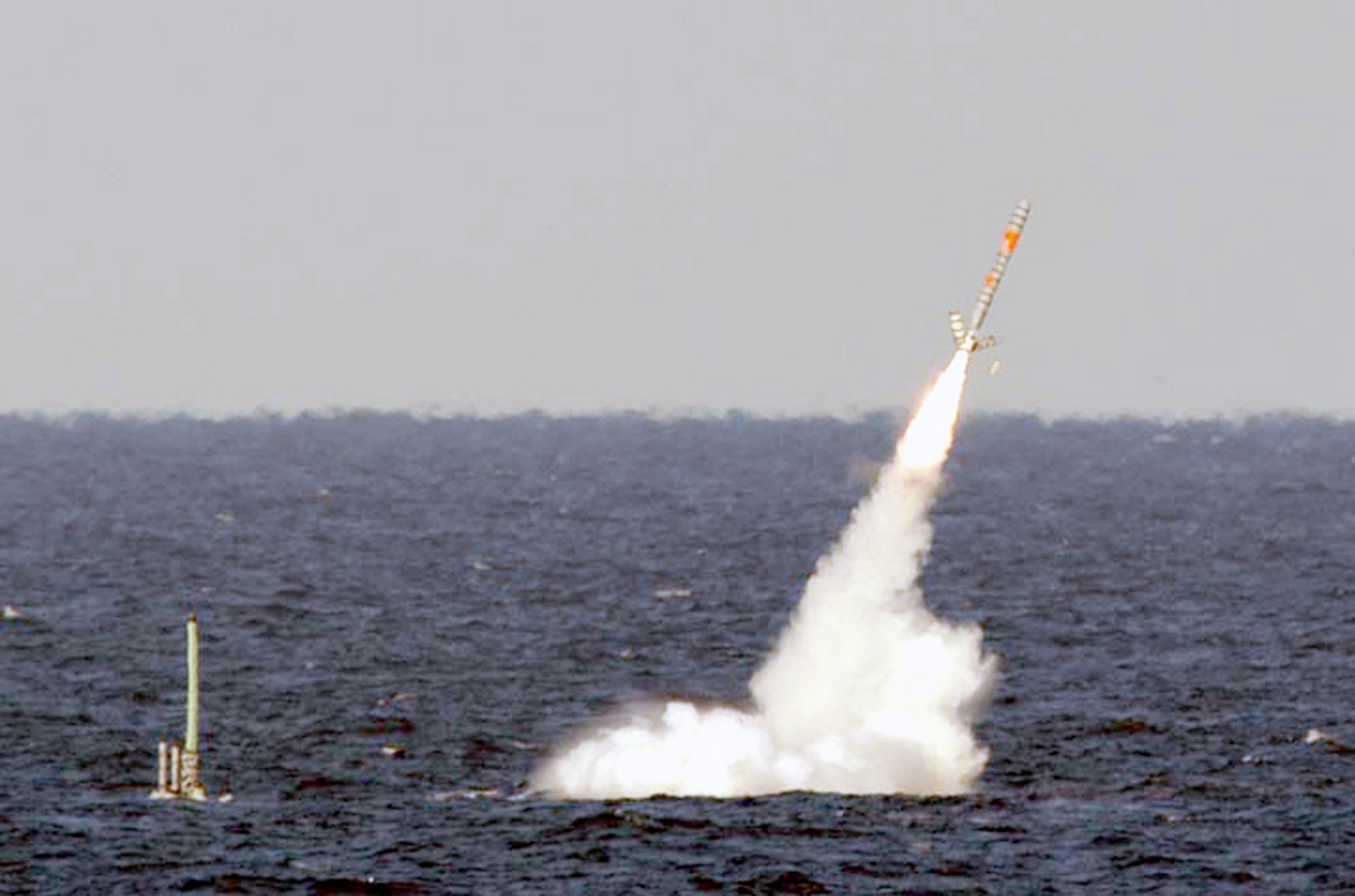
پرتاب از زیردریایی یواس‌اس فلوریدا
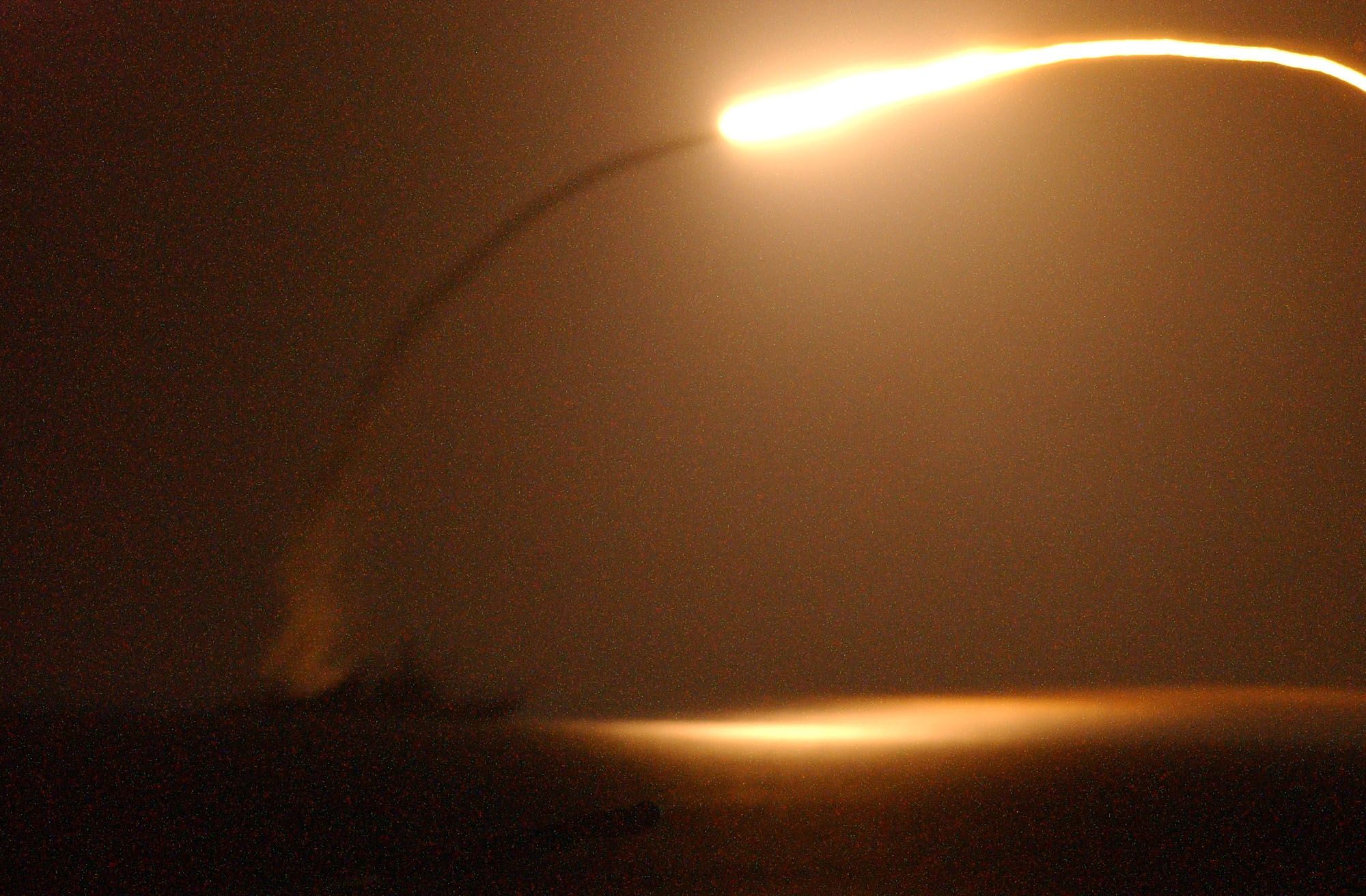
مسیر پرتاب از یک ناوشکن کلاس آرلی برک
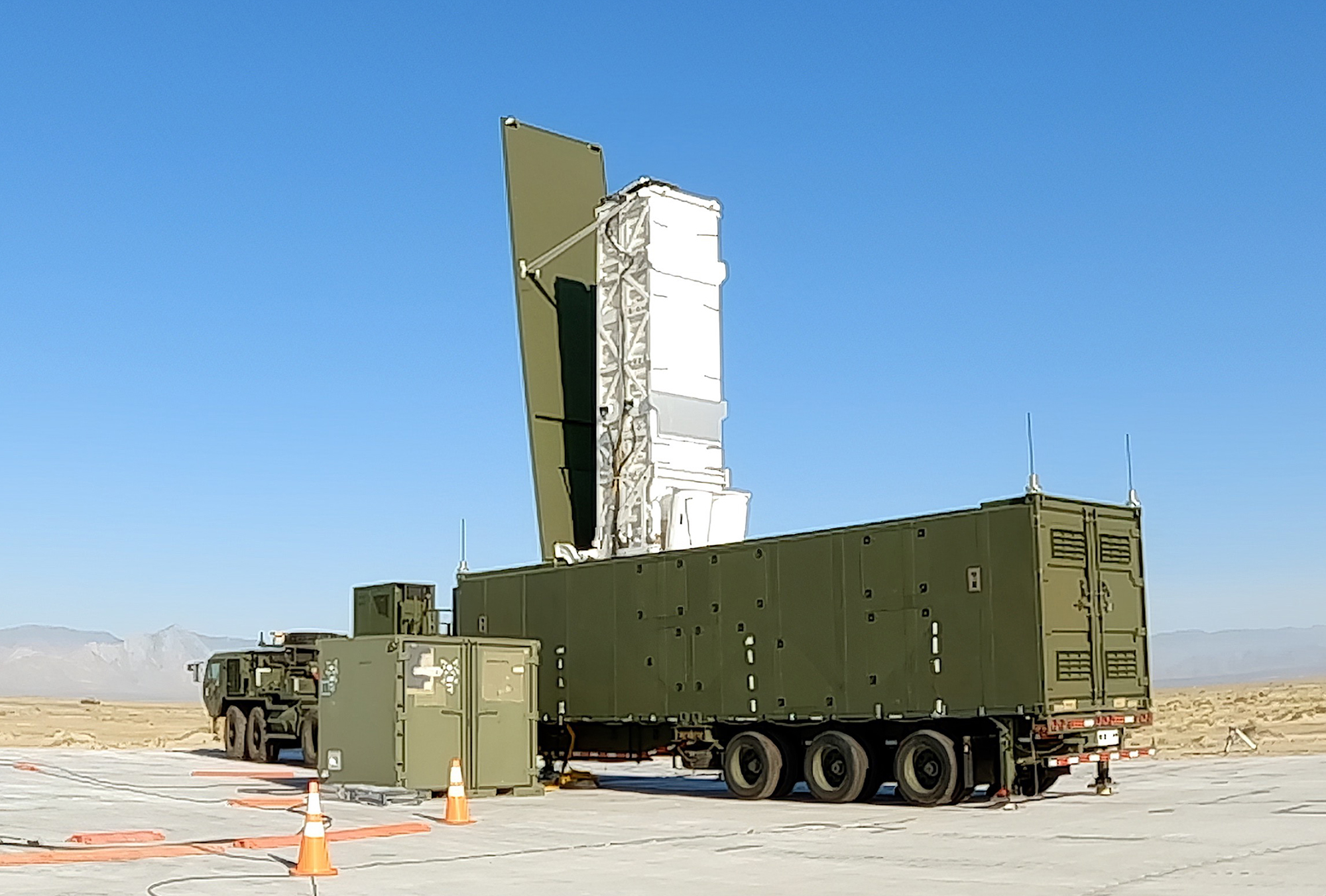
سامانهٔ موشکی تایفون

نیروی زمینی ایالات متحدهٔ آمریکا با موفقیت موشک تاماهاک را از سامانهٔ موشکی تایفون پرتاب کرده است.

## تاریخچه عملیاتی

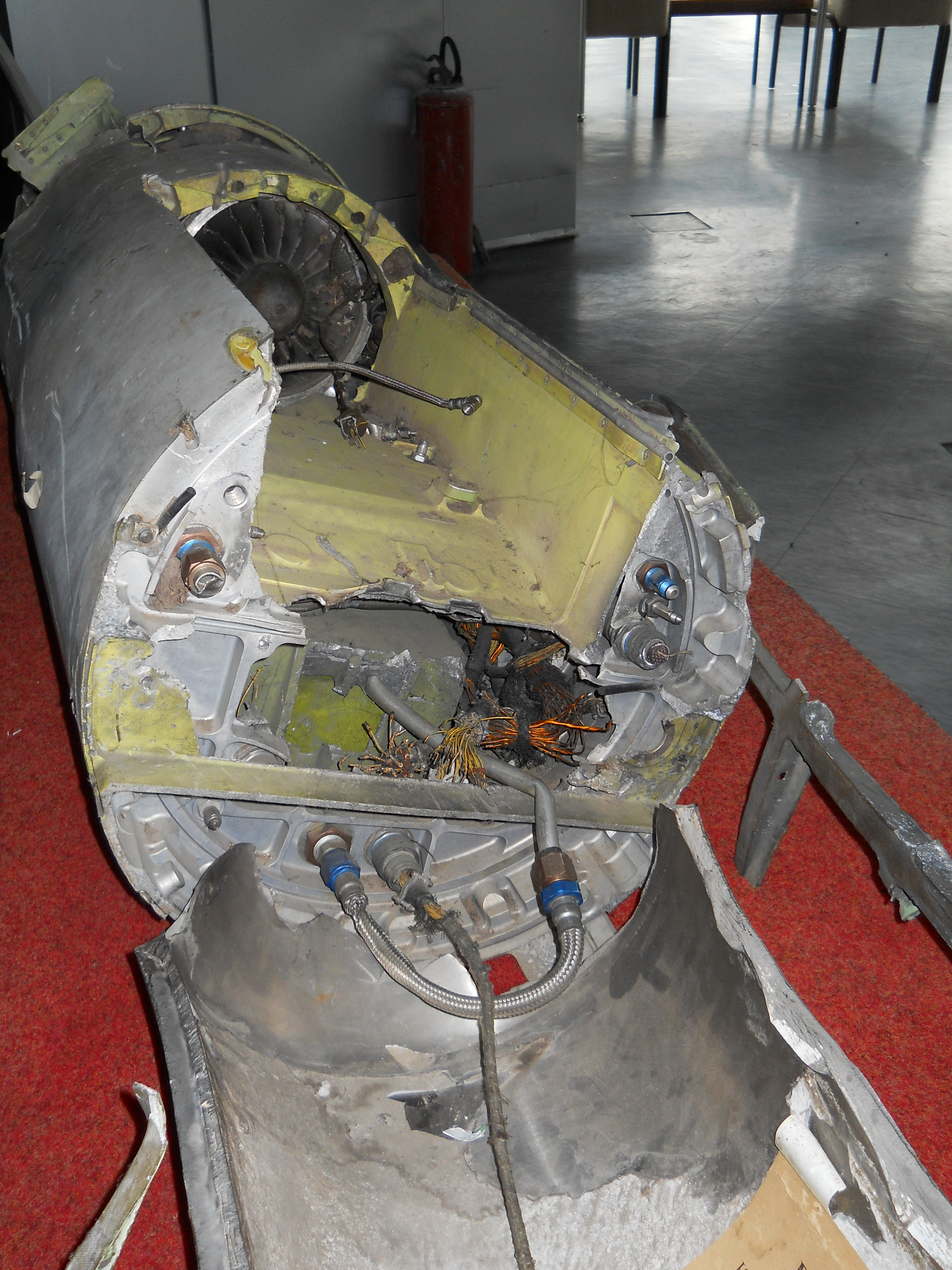
باقی‌مانده‌های موتور توربوفن یک موشک تاماهاک که گفته می‌شود در جریان بمباران یوگسلاوی توسط ناتو (۱۹۹۹) سرنگون شده است؛ به نمایش درآمده در موزهٔ هوانوردی در بلگراد، صربستان.

### ایالات متحدهٔ آمریکا

#### نیروی هوایی
نیروی هوایی پیش‌تر از نسخهٔ هسته‌ای موشک تاماهاک با نام بی‌جی‌ام-۱۰۹جی گریفون استفاده می‌کرد.

#### نیروی زمینی
در نوامبر ۲۰۲۰، نیروی زمینی ایالات متحدهٔ آمریکا موشک تاماهاک را برای برنامهٔ توانمندی میان‌برد (MRC) برگزید و بدین‌ترتیب به یک موشک دوربرد زمین‌پایه برای هدف‌گیری اهداف زمینی و دریایی دست یافت. ارتش قصد دارد تاماهاک را در کنار موشک زمین‌پایهٔ SM-6 به‌کار گیرد و تا پایان سال ۲۰۲۳ آن‌ها را مستقر کند.

#### نیروی دریایی
- در جریان جنگ خلیج فارس در سال ۱۹۹۱، تعداد ۲۸۸ فروند موشک تاماهاک شلیک شد که ۱۲ فروند از زیردریایی‌ها و ۲۷۶ فروند از شناورهای سطحی پرتاب شده بودند.[۵۴] نخستین موج حمله توسط ناوشکن یوا پاول فاستر در ۱۷ ژانویهٔ ۱۹۹۱ انجام شد.[۵۵] زیردریایی‌های تهاجمی یواس‌اس پیتسبورگ[۵۶] و  یواس‌اس لویس‌ویل نیز در ادامه مشارکت داشتند.
- ۱۷ ژانویهٔ ۱۹۹۳: ۴۶ موشک تاماهاک به تأسیسات ساخت قطعات هسته‌ای زفرانیه در حومهٔ بغداد شلیک شد. این عملیات در پاسخ به امتناع عراق از همکاری با بازرسان خلع سلاح سازمان ملل انجام شد. یکی از موشک‌ها به دیوارهٔ هتل الرشید اصابت کرد و دو غیرنظامی را کشت.[۵۷]
- ۲۶ ژوئن ۱۹۹۳: ۲۳ موشک تاماهاک به مرکز فرماندهی و کنترل سرویس اطلاعاتی عراق شلیک شد.
- ۱۰ سپتامبر ۱۹۹۵: ناو یواس‌اس نورماندی تعداد ۱۳ فروند موشک تاماهاک را از بخش مرکزی دریای آدریاتیک به‌سوی یک برج کلیدی انتقال رادیویی پدافند هوایی در قلمرو صرب‌های بوسنیایی شلیک کرد.
- ۳ سپتامبر ۱۹۹۶: ۴۴ موشک کروز یوجی‌ام-۱۰۹ شلیک‌شده از شناورها و ای‌ج‌ام-۸۶ پرتاب‌شده از بمب‌افکن‌های بی-۵۲ به اهداف پدافند هوایی در جنوب عراق اصابت کردند.[۵۸]
- ۲۰ اوت ۱۹۹۸: ۷۹ موشک تاماهاک به‌طور هم‌زمان به دو هدف در افغانستان و سودان شلیک شد. این حمله در پاسخ به بمب‌گذاری سفارت‌خانه‌های آمریکا توسط القاعده انجام شد.[۵۹]
- ۱۶ دسامبر ۱۹۹۸: در جریان عملیات روباه صحرا، ۳۲۵ فروند موشک تاماهاک به اهداف کلیدی در عراق شلیک شد.[۶۰]
- اوایل سال ۱۹۹۹: ۲۱۸ فروند موشک تاماهاک توسط شناورهای آمریکایی و یک زیردریایی بریتانیایی، در جریان بمباران یوگسلاوی توسط ناتو، به اهدافی در صربستان و مونته‌نگرو شلیک شد.[۶۱]
- اکتبر ۲۰۰۱: حدود ۵۰ فروند موشک تاماهاک در ساعات اولیهٔ عملیات آزادی پایدار به اهدافی در افغانستان شلیک شد.[۶۲]
- در جریان حمله ۲۰۰۳ به عراق، بیش از ۸۰۲ فروند موشک تاماهاک به اهداف کلیدی در عراق شلیک شد.[۶۳]
- ۳ مارس ۲۰۰۸: دو موشک تاماهاک از یک شناور آمریکایی به هدفی در سومالی شلیک شد. گزارش‌ها حاکی از آن بود که هدف، صالح علی صالح نبهان یکی از اعضای القاعده بوده است.[۶۴][۶۵]
- ۱۷ دسامبر ۲۰۰۹: دو موشک تاماهاک به اهدافی در یمن شلیک شد.[۶۶] یکی از این موشک‌ها از نوع TLAM-D به یک اردوگاه آموزشی ادعایی القاعده در المعجله در منطقهٔ المحفد، از توابع استان أبیَن اصابت کرد. عفو بین‌الملل گزارش داد که در این حمله ۵۵ نفر کشته شدند که شامل ۴۱ غیرنظامی (۲۱ کودک، ۱۴ زن و شش مرد) بودند. دولت‌های آمریکا و یمن مشارکت در این حمله را نه تأیید و نه تکذیب کردند، اما اسناد دیپلماتیکی که در جریان افشای اسناد دیپلماتیک آمریکا منتشر شد، نشان داد که این موشک از سوی یک ناو نیروی دریایی ایالات متحده شلیک شده است.[۶۷]
- ۱۹ مارس ۲۰۱۱: ۱۲۴ فروند موشک تاماهاک[۶۸] توسط نیروهای آمریکایی و بریتانیایی (۱۱۲ موشک توسط آمریکا و ۱۲ موشک توسط بریتانیا)[۶۹] به سوی دست‌کم ۲۰ هدف در لیبی در اطراف طرابلس و مصراته شلیک شد.[۷۰] تا ۲۲ مارس ۲۰۱۱، مجموعاً ۱۵۹ موشک یوجی‌ام-۱۰۹ توسط شناورهای آمریکایی و بریتانیایی به سوی اهداف لیبیایی شلیک شد.[۷۱]
- ۲۳ سپتامبر ۲۰۱۴: ۴۷ موشک تاماهاک شلیک شد توسط ایالات متحده از ناوشکن یواس‌اس آرلی برک و رزم‌ناو یواس‌اس دریای فیلیپین که از آب‌های بین‌المللی در دریای سرخ و خلیج فارس عملیات انجام می‌دادند. این حملات علیه اهداف داعش در سوریه در حوالی رقه، دیرالزور، الحسکه و ابوکمال و همچنین اهداف گروه خراسان در غرب حلب انجام شد.[۷۲][۷۳]
- ۱۳ اکتبر ۲۰۱۶: پنج موشک تاماهاک توسط یواس‌اس نیتز به سوی سه سایت راداری در یمن که در اختیار شورشیان حوثی بود شلیک شد. این حمله در پاسخ به شلیک موشک ضدکشتی به سمت کشتی‌های نیروی دریایی آمریکا در روز پیش از آن صورت گرفت.[۷۴]
- ۶ آوریل ۲۰۱۷: ۵۹ موشک تاماهاک شلیک شد از ناوشکن‌های یواس‌اس راس و یواس‌اس پورتر به سمت پایگاه هوایی شعیرات در نزدیکی حمص در سوریه. این حمله در پاسخ به حمله شیمیایی خان شیخون بود. فرماندهی مرکزی ایالات متحده آمریکا در بیانیه‌ای اعلام کرد که موشک‌ها اهدافی چون هواپیماها، پناهگاه‌های تقویت‌شده، انبارهای سوخت و مهمات، سامانه‌های دفاعی و رادارها را هدف قرار داده‌اند.[۷۵][۷۶][۷۷]
- ۱۴ آوریل ۲۰۱۸: ایالات متحده ۶۶ موشک تاماهاک به اهدافی در اطراف دمشق و حمص در سوریه شلیک کرد، در چارچوب بمباران دمشق و حمص (۲۰۱۸).[۷۸] این حملات در واکنش به حمله شیمیایی دوما (۲۰۱۸) انجام شد. وزارت دفاع ایالات متحده گفت که سوریه ۴۰ موشک پدافندی به سمت تسلیحات مهاجم شلیک کرده ولی هیچ‌کدام به هدف اصابت نکردند.[۷۹][۸۰]
- ۱۱ ژانویه ۲۰۲۴: به گفتهٔ مقام‌های آمریکایی، بیش از ۸۰ موشک کروز تاماهاک شلیک شد توسط ناوهای یواس‌اس دریای فیلیپین، یواس‌اس گرولی، یواس‌اس میسون و زیردریایی  یواس‌اس فلورید. طبق اعلام منابع آمریکایی، این حملات سایت‌های فرماندهی، انبارهای مهمات، سامانه‌های پرتاب، کارخانه‌های تولیدی و رادارهای دفاع هوایی حوثی‌ها را هدف قرار دادند. پس از آن، هواپیماهایی از ناو هواپیمابر یوا دوایت آیزنهاور نیز به این حملات پیوستند. این عملیات در واکنش به حملات حوثی‌ها به کشتی‌های غیرنظامی در دریای سرخ و بی‌توجهی به هشدارهای مکرر انجام شد.[۸۱][۸۲][۸۳] با ادامهٔ حملات در ماه‌های بعد، این عدد تا ۲۴ ژوئیهٔ ۲۰۲۴ به ۱۳۵ موشک افزایش یافت.[۸۴]
- ۲۱ ژوئن ۲۰۲۵: یک مقام آمریکایی اعلام کرد که زیردریایی‌های ایالات متحده ۳۰ موشک کروز تاماهاک (TLAM) به سوی تأسیسات هسته‌ای نطنز و اصفهان شلیک کرده‌اند، در چارچوب مجموعهٔ گسترده‌تری از حملات ایالات متحدهٔ آمریکا به سایت‌های هسته‌ای ایران.[۸۵]

| تعداد موشک‌های تاماهاک شلیک‌شده                    | تعداد موشک‌های تاماهاک شلیک‌شده | تعداد موشک‌های تاماهاک شلیک‌شده    | تعداد موشک‌های تاماهاک شلیک‌شده |
| عملیات                                           | کشور هدف                      | تاریخ (میلادی/خورشیدی)           | تعداد                         |
| ------------------------------------------------ | ----------------------------- | -------------------------------- | ----------------------------- |
| جنگ خلیج فارس                                    | عراق                          | ۱۷ ژانویه ۱۹۹۱ / ۲۷ دی ۱۳۶۹      | ۲۸۸                           |
| بخشی از عملیات خلع‌سلاح عراق                      | عراق                          | ۱۷ ژانویه ۱۹۹۳ / ۲۸ دی ۱۳۷۱      | ۴۶                            |
| بخشی از عملیات خلع‌سلاح عراق                      | عراق                          | ۲۶ ژوئن ۱۹۹۳ / ۵ تیر ۱۳۷۲        | ۲۳                            |
| عملیات نیروی قاطع                                | بوسنی و هرزگوین               | ۱۰ سپتامبر ۱۹۹۵ / ۱۹ شهریور ۱۳۷۴ | ۱۳                            |
| بخشی از عملیات خلع‌سلاح عراق                      | عراق                          | ۳ سپتامبر ۱۹۹۶ / ۱۳ شهریور ۱۳۷۵  | ۴۴                            |
| عملیات ضربت بی‌پایان                              | افغانستان / سودان             | ۲۰ اوت ۱۹۹۸ / ۲۹ مرداد ۱۳۷۷      | ۷۹                            |
| بمباران عراق (دسامبر ۱۹۹۸)                       | عراق                          | ۱۶ دسامبر ۱۹۹۸ / ۲۵ آذر ۱۳۷۷     | ۳۲۵                           |
| بمباران یوگسلاوی توسط ناتو                       | یوگسلاوی                      | ۲۴ مارس ۱۹۹۹ / ۴ فروردین ۱۳۷۸    | ۲۱۸                           |
| عملیات آزادی پایدار                              | افغانستان                     | ۷ اکتبر ۲۰۰۱ / ۱۵ مهر ۱۳۸۰       | ۵۰                            |
| حمله ۲۰۰۳ به عراق                                | عراق                          | ۲۰ مارس ۲۰۰۳ / ۲۹ اسفند ۱۳۸۱     | ۸۰۲                           |
| حمله هوایی دابلی                                 | سومالی                        | ۳ مارس ۲۰۰۸ / ۱۳ اسفند ۱۳۸۶      | ۲                             |
| حمله به یک اردوگاه القاعده در یمن                | یمن                           | ۱۷ دسامبر ۲۰۰۹ / ۲۶ آذر ۱۳۸۸     | ۲                             |
| مداخله نظامی در لیبی (۲۰۱۱)                      | لیبی                          | ۱۹ مارس ۲۰۱۱ / ۲۸ اسفند ۱۳۸۹     | ۱۲۴                           |
| جنگ با داعش                                      | عراق                          | ۲۳ سپتامبر ۲۰۱۴ / ۱ مهر ۱۳۹۳     | ۴۷                            |
| پاسخ به حمله موشکی انصارالله به کشتی‌های آمریکایی | یمن                           | ۱۳ اکتبر ۲۰۱۶ / ۲۲ مهر ۱۳۹۵      | ۵                             |
| حمله موشکی به پایگاه هوایی الشعیرات (۲۰۱۷)       | سوریه                         | ۶ آوریل ۲۰۱۷ / ۱۷ فروردین ۱۳۹۶   | ۵۹                            |
| بمباران دمشق و حمص (۲۰۱۸)                        | سوریه                         | ۱۳ آوریل ۲۰۱۸ / ۲۴ فروردین ۱۳۹۷  | ۶۶                            |
| حملات هوایی آمریکا و بریتانیا به یمن             | یمن                           | ۱۱ ژانویه ۲۰۲۴ / ۲۱ دی ۱۴۰۲      | ۱۳۵                           |
| حملات ایالات متحده آمریکا به یمن (مارس–مه ۲۰۲۵)  | یمن                           | ۱۵ مارس ۲۰۲۵ / ۲۵ اسفند ۱۴۰۳     | نامشخص                        |
| حملهٔ ۳۱ خرداد ۱۴۰۴ به تأسیسات هسته‌ای ایران       | ایران                         | ۲۱ ژوئن ۲۰۲۵ / ۳۱ خرداد ۱۴۰۴     | ۳۰                            |

## کاربران

کاربران کنونی موشک تاماهاک با رنگ آبی، و کاربران آینده با رنگ سبز نمایش داده شده‌اند.

### فعلی
استرالیا
- نیروی دریایی استرالیا[۸۶]

 بریتانیا
- نیروی دریایی بریتانیا

 ایالات متحده آمریکا
- نیروی دریایی ایالات متحده آمریکا
- ارتش ایالات متحده آمریکا[۸۷]
- سپاه تفنگداران دریایی ایالات متحده آمریکا[۸۸]

 هلند
- نیروی دریایی  هلند[۸۹]

### آینده
کانادا
- نیروی دریایی کانادا

 ژاپن
- نیروی دریانوردی دفاع‌ازخود ژاپن